# 8345 Ulmerspatz
8345 Ulmerspatz este un asteroid din centura principală de asteroizi.

## Descriere
8345 Ulmerspatz este un asteroid din centura principală de asteroizi. A fost descoperit pe 22 ianuarie 1987 la Observatorul La Silla de Eric Walter Elst. El prezintă o orbită caracterizată de o semiaxă mare de 2,34 ua, o excentricitate de 0,23 și o înclinație de 23,4° în raport cu ecliptica.